# Vittorio Marcelli
Vittorio Marcelli (n. 3 iunie 1944, Magliano de' Marsi, Abruzzo, Italia) este un ciclist italian, medaliat olimpic. A participat la o ediție a Jocurilor Olimpice (1968) în care a câștigat o medalie de bronz.

## Participări
Lista de mai jos prezintă principalele competiții la care a participat Vittorio Marcelli de-a lungul carierei.
- Ciclismo en los Juegos Olímpicos de 1968 – pruebas cronometradas del equipo masculino[*]